# دوروتی کریستی
دوروتی کریستی (انگلیسی: Dorothy Christy؛ ۲۶ مهٔ ۱۹۰۶ – ۲۱ مهٔ ۱۹۷۷) یک هنرپیشه اهل ایالات متحده آمریکا بود.
وی در صنعت سینما همراه با ویل راجرز، باستر کیتون و برادران مارکس و نیز با استن لورل و اولیور هاردی در فیلم پسران صحرا (۱۹۳۳، در نقش خانم لورل به نقش‌آفرینی پرداخت. فعالیت او در زمینه بازیگری در سال ۱۹۵۳ خاتمه یافت. وی به مرگ طبیعی در سن ۷۰ سالگی درگذشت.

## پیوند به بیون
- دوروتی کریستی در بانک اطلاعات اینترنتی فیلم‌ها (IMDb)
- دوروتی کریستی
- دوروتی کریستی در وبگاه قبریاب